# Syncollesis coerulea
Syncollesis coerulea là một loài bướm đêm trong họ Geometridae.